# ひよ子
ひよ子（ひよこ）は、1912年に福岡県飯塚市の吉野堂で生まれた、見上げているようなひよこの形をした菓子（かすてら饅頭）、また同商品を製造する株式会社ひよ子の社名でもある。大手亡（おおてぼ。大手芋とも）という白インゲン豆で作った黄身餡を小麦粉や卵などで作る皮で包んでいる。

## 来歴

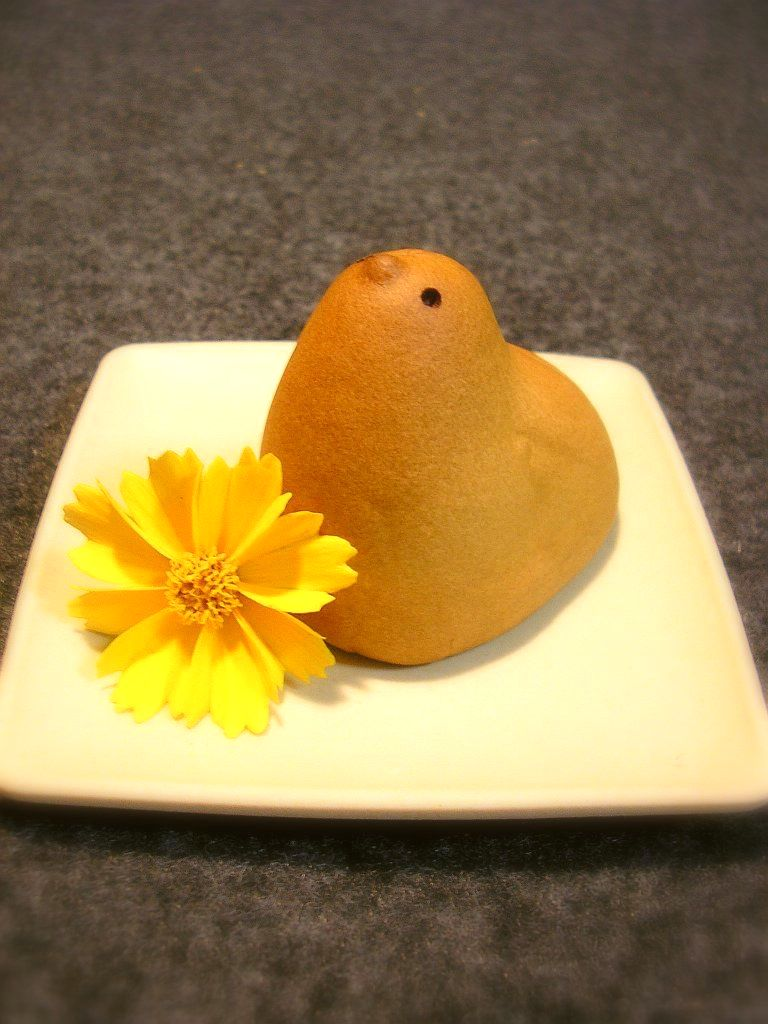
ひよ子饅頭

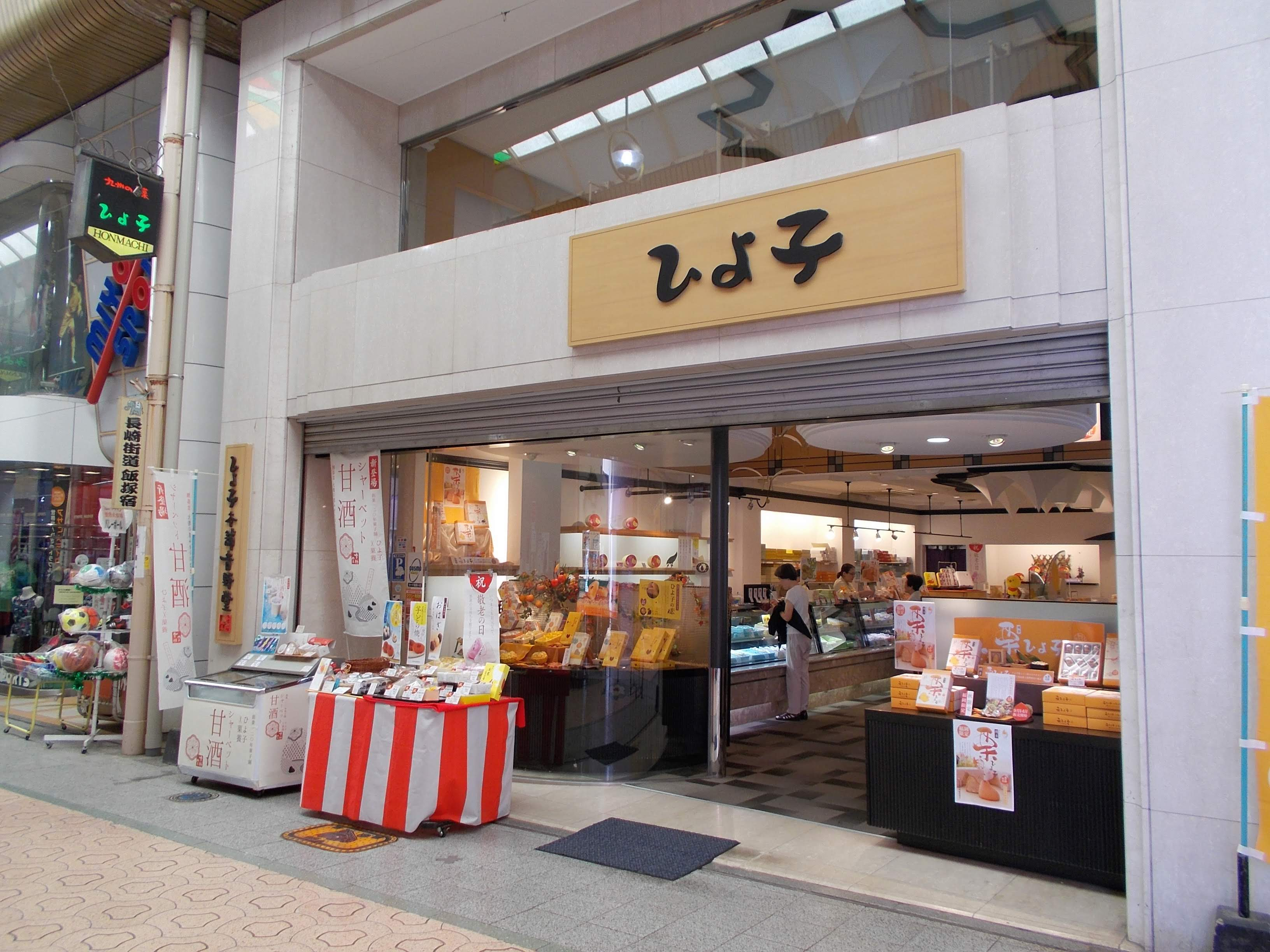
福岡県飯塚市本町のひよ子本舗吉野堂飯塚本店

元々は筑豊炭坑地帯であった飯塚の菓子である。かつて飯塚は長崎街道を通って本州へ運ばれる砂糖を比較的容易に手に入れられたため菓子製造が盛んだったのと、重労働である炭坑作業の後に甘い物が好まれることから、「千鳥屋」「さかえ屋」などの菓子店とともに地元で定着していった。1957年に福岡市内（天神）へ進出して人気を博し福岡市内一円に広まり、辛子明太子などとともに博多（福岡市）土産の定番となった。
1964年に開催された東京五輪を契機に東京へ進出し、東京駅や羽田空港などのターミナルを中心に出店して東京土産としても有名となった。さらに東北新幹線上野駅延伸開業後は東北方面にも広まり、関東以北では「東京銘菓 ひよ子」と宣伝して知名度を獲得するに至った。そうした経緯から福岡発祥の菓子であることを知らない者も多かったため、福岡で製造された「ひよ子」のパッケージには「博多」の文字を前面に入れるなどの対応を施している。
ひよ子饅頭PRのため、毎月の14日と15日を「ひよこの日」に制定している。また「ひよ子」誕生100周年を記念して、2012年から福岡県限定で季節ごとに限定販売する「季（とき）ひよ子」の生産を開始した。逆に東京でしか入手できない限定ひよ子も販売されている。
株式会社ひよ子（ひよ子本舗吉野堂）の本社は福岡市南区（工場は飯塚市など）にあり、東京にもグループ会社がある（下記項目参照）。「吉野堂」が付く法人は過去にはあったが現在は存在しない。石坂一族による同族経営であり、経営の一体性を確保するため、福岡と東京の会社のトップは同一人物が兼ねる慣行である。
近年は、製造年月日の定義が業界全体で問題となった洋生菓子の製造・販売から撤退（和生菓子や季節商品は継続）、本業の焼き菓子に特化している。また販路も福岡都市圏以外では直営店舗を削減し、百貨店などのテナント出店へ移行している。

## 形態と種類
ひよこの形になった理由は、2代目店主の石坂茂が「大勢の人に愛される、従来の丸い形ではない饅頭を」と考えて悩んでいた時に、自らがひよこで埋め立てられる夢を見たのがきっかけ、という。
昔は「ひよ子」の形をした木型を使い、職人によって一つ一つ手作業で作られていた（この木型は資料として保管されている）。その後、製造工程は完全に機械化され、焼きゴテで「ひよ子」の"目"を入れる作業もレーザーを使用して自動化されているが、しばしばデパートなどの実演販売において手作りを見ることができる。包装紙の「ひよ子」の筆文字は女流書道家の町春草によるものである。
関連商品として、ゼリーやサブレー、マカダミアチョコレートなどがある。なお前述のとおり、福岡県内・季節限定販売商品「季ひよ子」シリーズや東京限定シリーズが売られているほか、福岡限定で型職人の技術継承のために作った特注の型で手作りされた通常の5倍の大きさのものが「大（だい）のひよ子」という商品名で販売されている。「大のひよ子」シリーズには2倍や3倍、10倍や3分の1程の大きさのものも存在し、「家族ひよ子」としてこれらの詰め合わせが販売されることもある。

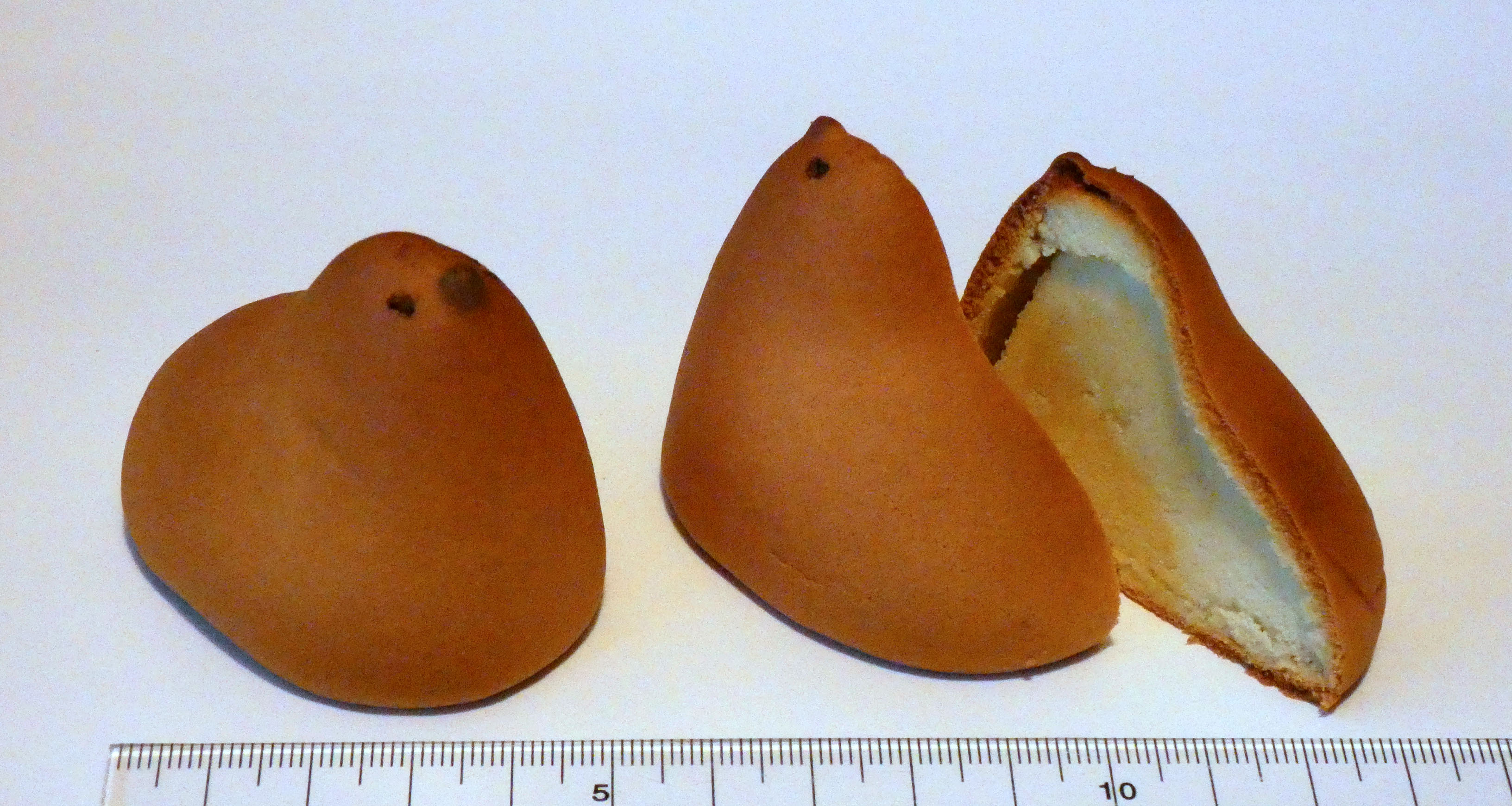
断面
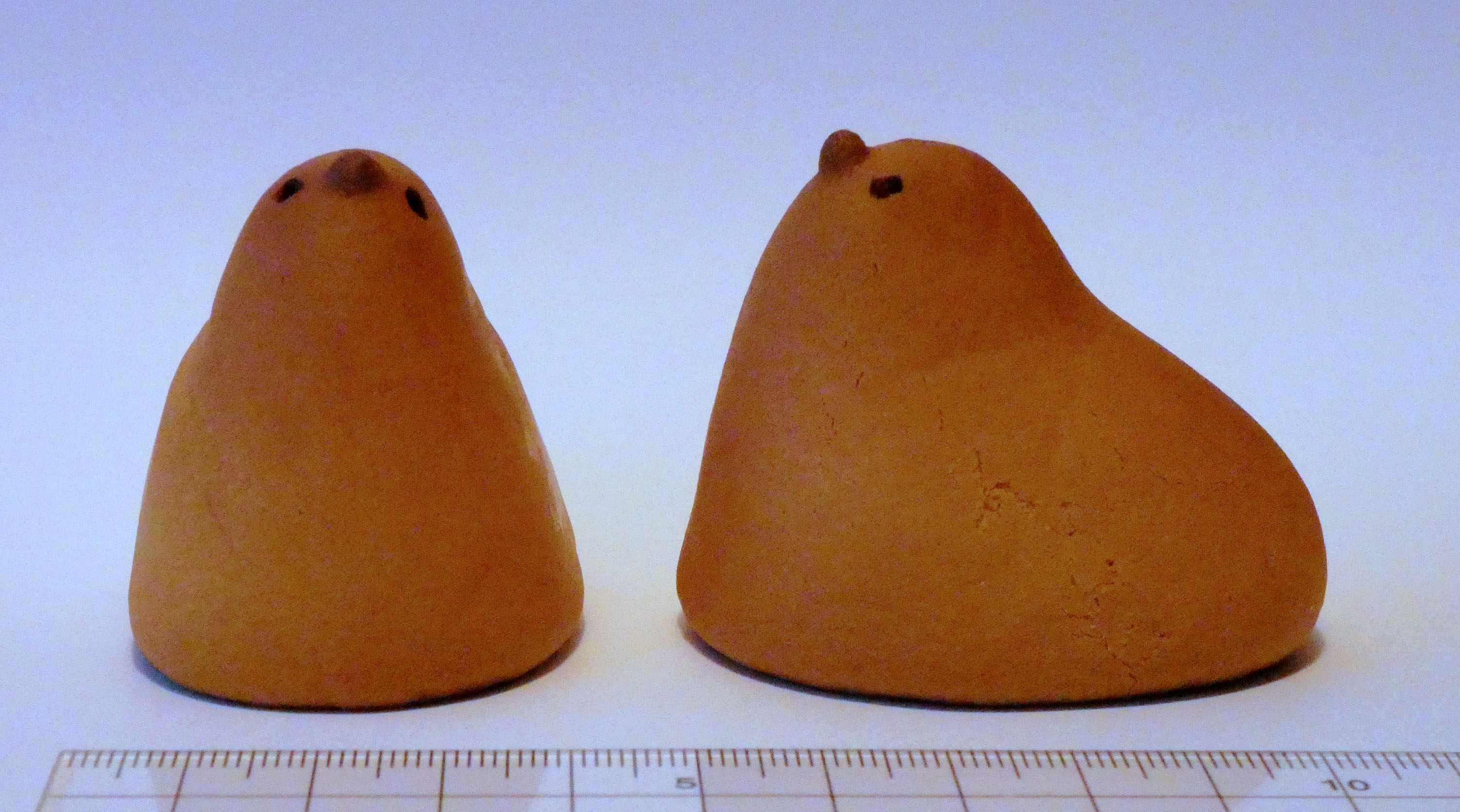
前面と側面
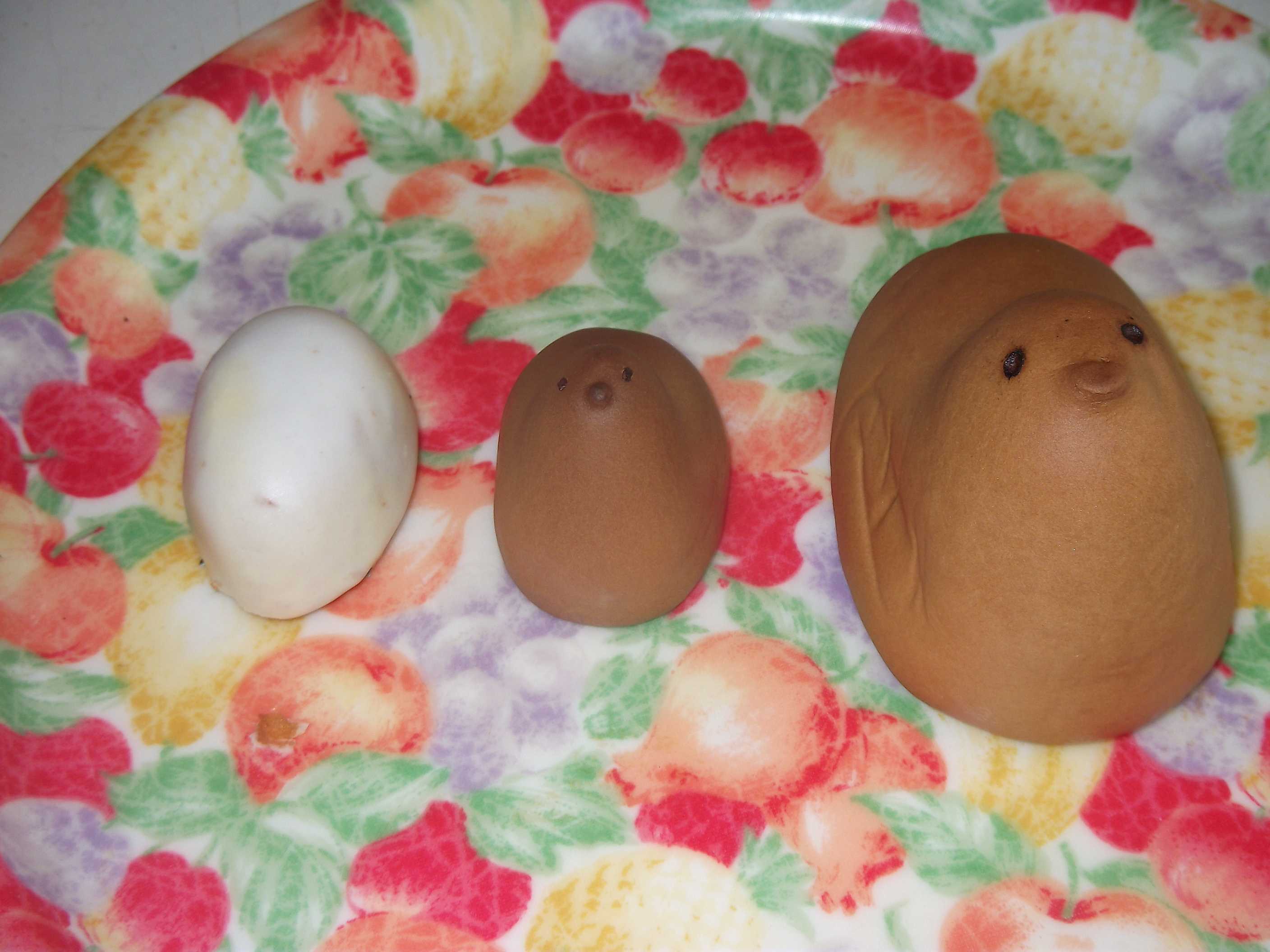
通常サイズ（中央）と「大のひよ子」（右）

## 限定品
先述の通り、誕生100周年を記念して限定品が生まれた。福岡・東京で異なる。

### 福岡限定品「季（とき）ひよ子」
- 春：桜ひよ子（2月中旬～4月上旬）
- 夏：茶ひよ子（5月中旬～8月下旬） - 抹茶ひよ子。八女市の八女美緑園製茶が生産した抹茶を餡に使用。
- 秋：栗ひよ子（9月中旬～11月中旬） - 熊本県産の和栗を餡に使用。
- 秋：芋ひよ子（9月中旬～11月中旬） - 鹿児島県産の安納芋を餡に使用。
- 冬：苺ひよ子（12月上旬～1月下旬） - 福岡県産の「あまおう」を餡に使用。

ほかにも「ひよ子のやきもち」「ソフル」に限定品がある。これらはオンラインショップで福岡県外からでも購入できる。

### 東京限定品
- 春：紅茶ひよ子
- 夏：塩ひよ子
- 秋：お芋ひよ子
- 秋：メープルひよ子
- 冬：黒糖ひよ子
- 冬：トロワアンプレス ショコラひよ子

### 福岡・東京コラボ
2021年より期間限定で販売されている、限定品の詰め合わせセット。
- 2021年「五色のひよ子ものがたり」：ひよ子、桜ひよ子、茶ひよ子、紅茶ひよ子、塩ひよ子
- 2022年「五色のひよ子ものがたり」：ひよ子、桜ひよ子、苺ひよ子、紅茶ひよ子、トロワアンプレス ショコラひよ子
- 2023年「七福のひよ子ものがたり」：ひよ子、桜ひよ子、苺ひよ子、茶ひよ子、紅茶ひよ子、メープルひよ子、トロワアンプレス ショコラひよ子

## 株式会社東京ひよ子
株式会社東京ひよ子（とうきょうひよこ）は、本社を東京都台東区に、東京工場を埼玉県草加市に置く。福岡県の株式会社ひよ子とは同じグループ会社ではあるが、商品のラインナップは若干異なっている。

## 沿革
- 1897年 - 創業者・石坂直吉が現在の福岡県飯塚市に「吉野堂」を創業。
- 1912年 - 石坂茂が「名菓ひよ子」を創生。
- 1949年 - 飯塚市に「吉野堂製菓株式会社」を設立。石坂博和が社長に就任。
- 1956年 - 福岡市に「株式会社吉野堂」を設立。
- 1957年
  - 福岡市中央区天神に天神店を開店。
  - 第14回全国菓子大博覧会で「ひよ子」が名誉総裁賞受賞。
- 1958年 - 昭和天皇・皇后に「ひよ子」を献上。
- 1959年
  - 福岡市南区塩原に菓子販売会社「吉野堂商事株式会社」を設立。
  - 福岡市南区塩原に生餡製造販売の「福岡銘菓原料株式会社」を設立。
  - 福岡市に福岡第一工場建設。
- 1963年 - 吉野堂製菓株式会社が株式会社ひよ子（初代）に商号変更。
- 1964年 - 埼玉県草加市に東京工場を建設。
- 1965年 - 福岡市に福岡第二工場（本社工場）建設。
- 1966年
  - 吉野堂商事株式会社が株式会社博多ひよ子に商号変更。
  - 株式会社東京ひよ子（初代）を設立。
  - 飯塚市立岩に飯塚工場建設。
- 1967年 - 「ぴよぴよもなか」発売。
- 1971年 - 福岡第二工場に高松宮宣仁親王が来訪。
- 1981年
  - 株式会社博多ひよ子がひよ子本舗吉野堂株式会社に商号変更。
  - 飯塚市潤野に飯塚総合工場完成。
  - 株式会社ひよ子（初代）の西日本における営業権がひよ子本舗吉野堂株式会社に移管される。
- 1983年
  - 「ひよ子サブレー」発売。
  - 株式会社吉野堂の西日本における製造部門が株式会社ひよ子（初代）に移管される。
- 1987年
  - 株式会社ひよ子（初代）・ひよ子本舗吉野堂株式会社・福岡銘菓原料株式会社・株式会社東京ひよ子（初代）が合併し、株式会社ひよ子（2代）となる。
  - 石坂博和が会長となり、石坂博史が社長に就任。
- 1988年
  - 有限会社ストーンヒルズカンパニーを設立。
  - 福岡県嘉穂郡穂波町（現在の飯塚市）に穂波工場完成。
- 1989年
  - 穂波工場に常陸宮正仁親王・同妃が来訪。
  - 埼玉県草加市に新東京工場完成。
- 1990年
  - 福岡市南区向野に本社社屋完成。
  - 本社内に「ひよ子ランド」オープン。
- 1995年
  - 有限会社ストーンヒルズカンパニーを株式会社に改組。
  - 株式会社ストーンヒルズカンパニーを株式会社東京ひよ子（2代）に商号変更。
  - 株式会社ひよ子（2代）の東日本における製造・販売部門を株式会社東京ひよ子（2代）に移管。
- 2002年 - 第24回全国菓子大博覧会で「ひよ子ちっこいタルト」が名誉総裁賞受賞。
- 2008年 - 株式会社ひよ子（2代）が株式会社吉野堂・翔和株式会社を合併。
- 2009年 - 石坂博史が会長となり、石坂淳子が社長に就任。
- 2012年
  - 糸島市芥屋に「ひよ子農園」オープン。
  - 福岡市中央区天神に「Frau Atsuko Kayashina」オープン。
  - 名菓ひよ子創生100年。
- 2013年 - 福岡市中央区天神に「ひよ子ギャラリー天神」オープン。
- 2017年 - 菓子舗吉野堂創業120年。

## 類似品・模倣品
鳥をモチーフにした形の菓子は見た目も愛らしく造型化しやすいことから、日本全国で古くから製造・販売されている。饅頭としては形の違いや餡の違いなど、様々な類似品が日本全国で見受けられる。

### 商標をめぐる争い
ひよ子の菓子の形状は、株式会社ひよ子（以下「ひよ子社」と記す）の立体商標として商標登録を受けていたが、同じ福岡市内に本社を持つ二鶴堂の「二鶴の親子」など、全国には類似の菓子が多数存在するため、商標登録の有効性（自他商品識別力を持つか）をめぐり、争いになった。
二鶴堂は、ひよ子社から類似菓子の販売差止請求訴訟を受けたことをきっかけとして、ひよ子社の商標登録の無効審判を請求したが、特許庁は請求不成立（登録維持）の審決を出した。それを不服とした二鶴堂は知的財産高等裁判所に審決取消訴訟を提起し、2006年11月29日、知財高裁は特許庁の審決を取り消す判決を下した。その結果を受け、今度はひよ子社側が判決を不服として最高裁判所に上告したが、2007年4月12日、最高裁は上告を棄却する判決を下し、特許庁の審決取消が確定した。
この判決を踏まえて、特許庁が再度審判を行った結果、2007年11月26日、該当の商標登録は無効とされた。
その後、2015年8月5日に再度、立体商標を出願したが拒絶され、拒絶査定不服審判を経て2019年8月2日に正式に拒絶と審決された。

## CM提供番組
- 『ドライブ・ゲーム』（日本テレビ系列[注 1]、一社提供番組）
- 『トニーのど素人天狗ショー』（九州朝日放送、一社提供番組）